# Партиц, Катерина
Катерина Партиц (греч. Κατερίνα Πάρτιτς; 22 октября 1976, Будапешт, Венгрия) — греческая пятиборка, участница двух летних Олимпийских игр.

## Спортивная биография
В 2000 году Катерина Партитс дебютировала на летних Олимпийских играх. В соревнованиях в современном пятиборье греческая спортсменка заняла 22-е место.
На летних Олимпийских играх 2004 года Партитс выступила успешнее. Гречанка набрала 5028 очков и заняла 16-е место.